# Indicko-pákistánská krize (2025)
Indicko-pakistánská krize je krizí, která započala dne 23. dubna 2025, teroristickým útokem v Pahalgámu. Při něm zahynulo 27 lidí a více než 20 dalších bylo zraněno. K útoku se původně přihlásila Fronta odporu (TRF). Ozbrojené střety mezi Indií a Pákistánem byly hlášeny podél Linie kontroly od 24. dubna, což vyvolalo obavy z další eskalace mezi oběma jaderně vyzbrojenými sousedy.
Krize se prohloubila dne 7. května 2025 po vypuknutí indicko-pákistánského konfliktu. Dne 10. května 2025 podepsaly Indie a Pákistán příměří zprostředkované USA.